# Jordan 192
Der Jordan 192 war ein Formel-1-Rennwagen des britischen Motorsportteams Jordan Grand Prix, der in der Saison 1992 zu 16 Weltmeisterschaftsläufen eingesetzt wurde. Das Auto litt an technischer Unzuverlässigkeit. Es erzielte nur einen Weltmeisterschaftspunkt.

## Hintergrund
Eddie Jordan Racing war 1980 von dem irischen Bankangestellten und Hobbyrennfahrer Eddie Jordan gegründet worden. Das Team nahm zunächst an der Britischen Formel-3-Meisterschaft und ab 1988 an der Internationalen Formel-3000-Meisterschaft teil. Bereits in seinem ersten Jahr gewann das Jordan-Team einige Rennen, und 1989 wurde Jordans Spitzenfahrer Jean Alesi, der zur gleichen Zeit bei Tyrrell in der Formel 1 debütierte, Meister der Formel 3000. Ab 1990 beschäftigte sich Jordan mit dem Aufstieg in die Formel 1, der 1991 verwirklicht wurde. Mit dem kompakten, von Gary Anderson entworfenen Jordan 191 wurde das Team zum besten Newcomer der letzten Jahre: Es erreichte 13 Weltmeisterschaftspunkte und belegte am Saisonende Rang fünf der Konstrukteurswertung. Das erste Formel-1-Jahr belastete das Team in finanzieller Hinsicht schwer. Um die Kosten zu senken, übernahm Jordan für die Saison 1992 anstelle der im Debütjahr verwendeten Achtzylindermotoren von Cosworth große, schwere Zwölfzylindertriebwerke von Yamaha, die dem Team gratis zur Verfügung gestellt wurden. Jordan wurde damit von einem bloßen Kunden- zu einem werksunterstützten Team.
Die Zusammenarbeit von Jordan und Yamaha war zunächst auf vier Jahre angelegt. Nach dem erfolglosen Verlauf der Saison 1992 endete sie vorzeitig. Jordan verwendete in den folgenden Jahren exklusiv Motoren von Hart, deren Entwicklung und Bau Sasol finanzierte. Yamaha verband sich ab 1993 für vier Jahre mit Tyrrell und setzte dort unter eigenem Namen Motoren ein, die tatsächlich von Judd gebaut wurden.

## Technik

### Konstruktionsmerkmale

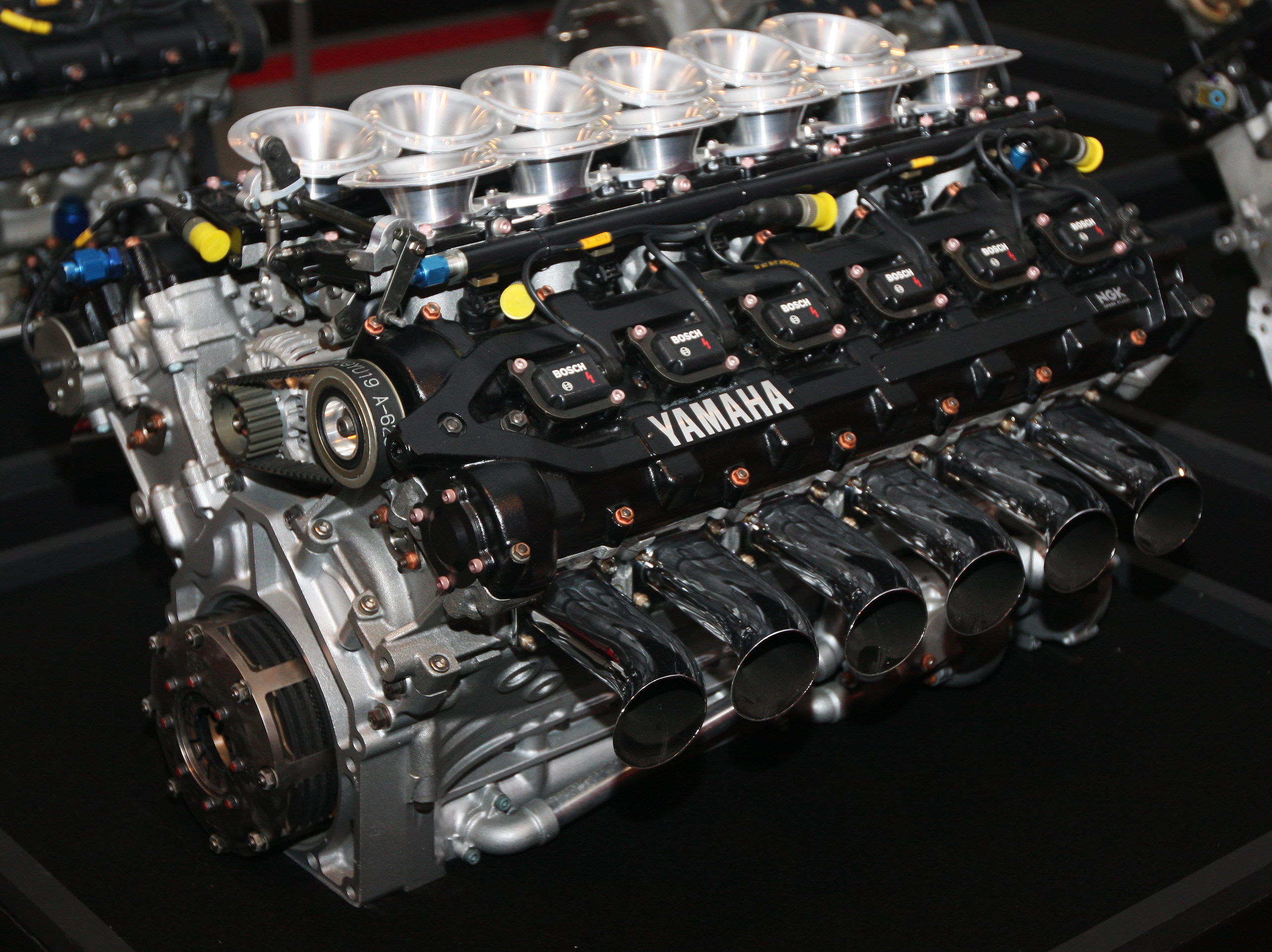
Yamaha OX99 V12

Konstrukteur des Jordan 192 war Gary Anderson.
Der Jordan 192 war keine Neukonstruktion. Er galt vielmehr als Weiterentwicklung des 191. Er war länger als sein Vorgänger, um dem größeren Platzbedarf des Yamaha-Motors Rechnung zu tragen. Die Kühlöffnungen wurden vergrößert, da der Motor höhere Temperaturen entwickelte als der im letzten Jahr verwendete Cosworth-Achtzylinder. Die Vorderradaufhängung wurde überarbeitet, die Aufhängung der Hinterräder entsprach der des 191.
Die wesentlichste Neuerung des 192 war der Motor. Es handelte sich um einen Zwölfzylinder-V-Motor vom Typ OX99. Er war für die Saison 1991 neu entwickelt worden. In jenem Jahr hatte ihn das Brabham-Team im BT60Y exklusiv eingesetzt und dabei drei Weltmeisterschaftspunkte eingefahren. Für den Einsatz bei Jordan wurde das Triebwerk nur in Details überarbeitet. Der Bankwinkel des OX99 betrug 70 Grad. Er hatte vier obenliegende Nockenwellen, die über Zahnräder angetrieben wurden. Neben dem Zwölfzylinder der Scuderia Ferrari (Typ 037) war der OX99 der einzige Motor der Saison 1992 mit fünf Ventilen pro Zylinder. Die Benzineinspritzung und die Zündanlage kamen von Bosch. Die Motorleistung wurde von Beobachtern auf 650 PS geschätzt. Damit lag der OX99 nur 5 PS über dem Ford-HB-Motor, den Jordan im Jahr zuvor eingesetzt hatte, und 50 PS unter den leistungsstärksten Motoren von Ferrari und Honda (McLaren). Die maximale Drehzahl betrug 13.200 Umdrehungen pro Minute. Zum Gewicht des Motors gibt es keine Angaben.
Die Motorleistung wurde über ein sequentiell geschaltetes Siebenganggetriebe auf die Hinterräder übertragen. Im Kern war es eine Eigenkonstruktion von Jordan, die Komponenten von X-Trac verwendete und im Laufe der Saison von Hewland modifiziert wurde.
Das Gesamtgewicht des Wagens betrug einschließlich Motor 505 kg.

### Defizite
Das Auto litt im Laufe der Saison vielfach an Überhitzungsproblemen, die wiederholt Ausfälle verursachten. Anfänglich reagierte Jordan darauf durch den Einbau größerer Kühler, was zu einer Beeinträchtigung der Aerodynamik führte. Erst im Spätsommer 1992 erkannte Gary Anderson, dass die Kühlwasserpumpe fehlerhaft konzipiert war. Nach Einschätzung von Gary Anderson harmonierte der hohe und schwere Motor nicht mit dem Chassis: Der OX99 habe „eine sehr spitz verlaufende Leistungskurve“: Der 192 sei in Kurven schnell gewesen; auf den anschließenden Geraden habe er aber nicht schnell genug weitere Leistung aufbauen können.

## Produktion
Im Laufe des Jahres entstanden fünf Exemplare des 192. Sie wurden in Jordans neuer Werksanlage in Silverstone aufgebaut.

## Sponsoren
Im Gegensatz zum 191, der im Grundton grün lackiert war, erschien der 192 in den Farben Weiß und Rot sowie Hell- und Dunkelblau. Hauptsponsoren waren das südafrikanische Mineralölunternehmen Sasol und die R. J. Reynolds Tobacco Company, die mit der Zigarettenmarke Barclay warb. Auch Philips unterstützte das Team.

## Fahrer
Anders als in seinem Debütjahr, als Jordan insgesamt fünf Fahrer einsetzte, gingen 1992 nur zwei Piloten für das Team an den Start. Eddie Jordan verpflichtete den Italiener Stefano Modena, der im Vorjahr für Tyrrell gefahren war, und den ehemaligen March-Piloten Maurício Gugelmin. Sie bestritten 1992 alle Rennen für Jordan.

## Renneinsätze
Im Vergleich zum Debütjahr waren die Rennergebnisse, die das Sasol Jordan Yamaha Team in seinem zweiten Jahr erreichte, eine Enttäuschung. Beobachter werteten den Verlauf der Saison 1992 als „Desaster“. Beim Auftaktrennen in Südafrika verpasste Modena die Qualifikation; gleiches galt für die Rennen in Spanien, Deutschland und Italien. Die Nichtqualifikation in Italien bedeutete, dass Modena zum dritten Mal in fünf Jahren nicht an seinem Heimrennen teilnehmen durfte (1988 war er im EuroBrun ER188 langsamer als der Brite Julian Bailey im Tyrrell, und 1989 erzielte er für Brabham zwar eine Zeit, die ihm den sechzehnten Startplatz eingebracht hätte. Allerdings kam er der Aufforderung zum Wiegen nicht nach und wurde den damaligen Regeln entsprechend disqualifiziert). Nach Ansicht von Gary Anderson waren die Nichtqualifikationen für Modena demotivierend: „Aufgrund seines Temperaments war Modena nicht in der Lage, die Probleme mental zu überwinden. Sie stauten sich auf und verschlechterten seine Motivation zunehmend.“ Insgesamt kam Modena nur viermal ins Ziel, das erste Mal Anfang September beim Großen Preis von Belgien. Mit seinem sechsten Platz im letzten Rennen der Saison erzielte er den einzigen Weltmeisterschaftspunkt für Jordan in diesem Jahr. Gugelmin qualifizierte sich zu jedem Rennen. Elfmal fiel er technisch bedingt aus. Sein bestes Ergebnis war der siebte Platz beim Großen Preis von San Marino.